# Cristian Moreni
Cristian Moreni (nascido em 21 de novembro de 1972) é um ex-ciclista italiano que participava em competições de ciclismo de estrada. Alinhou para a equipe Cofidis, le Crédit par Téléphone no UCI ProTour. Competiu profissionalmente entre 1998 e 2007.
Foi um dos atletas italianos que representou a nação nos Jogos Olímpicos de 2004 em Atenas, onde competiu na prova de estrada individual, terminando em quadragésimo terceiro lugar.

## Participações no Tour de France
- 2002 - 66º da classificação
- 2006 - 44º da classificação geral; 8º por pontos; 2º, Etapa 18
- 2007 - Desqualificado, uso de Testosterona

## Principais conquistas
1999
Vitória de etapa, Volta à Espanha
2000
Vitória de etapa, Giro d'Italia
2003
Regio-Tour International, etapa 1
Giro del Veneto
2004
 Campeonato da Itália de Ciclismo em Estrada
Route du Sud, etapa 1
46º, Jogos Olímpicos - Corrida em estrada masculina
2005
Tour de l'Ain, etapa 1
7º, GP Ouest-France